# Robert Wilson (novelista)
Robert Wilson (n. 1957 en Stanford, Inglaterra) es un escritor de novela policíaca británico. Su serie sobre el detective español Javier Falcón fue adaptada en 2012 a una serie Falcón protagonizada por Marton Csokas.

## Biografía
Robert Wilson nació en 1957 en Stanford, Inglaterra, hijo de un aviador de la RAF, por lo que durante su infancia cambió con frecuencia de residencia dependiendo de los destinos de su padre. Se licenció por la Universidad de Oxford. Además de desempeñar diversos oficios, ha residido en lugares tan diversos como Grecia y África occidental, instalando su residencia desde 1989 en Portugal.
Se ha declarado admirador del escritor estadounidense Raymond Chandler. Publicó su primera novela Instruments of darkness en 1995, sacando posteriormente, a un ritmo aproximado de una por año, The big killing (1996), Blood is dirt (1997) y A darkening stain (1998), ninguna de ellas traducida al castellano. Su primer gran éxito a nivel global llegó con Sólo una muerte en Lisboa en 1999, con la que consiguió el Gold Dagger Award en dicho año. En España fue traducida y editada por RBA en 2002. En 2003 publicó El ciego de Sevilla (RBA), en 2005 Condenados al silencio: un nuevo caso del inspector Falcón en Sevilla y en 2007 Los asesinos ocultos.